# Bedřich Vacek
Bedřich Vacek (* 17. srpna 1919, Modřany) je bývalý český fotbalista, útočník, reprezentant Československa.

## Fotbalová kariéra
V československé reprezentaci odehrál roku 1948 jedno utkání (s Polskem), dvakrát startoval v juniorských reprezentacích. V lize nastoupil k 89 utkáním a vstřelil 25 branek. Hrál za Slavii Praha (1935–1940) a SK Nusle (1942–1944). Se Slavií získal jeden československý titul (1937) a jeden protektorátní v tzv. Národní lize (1940). Roku 1938 v sešívaném dresu vyhrál i prestižní Středoevropský pohár, v této soutěži startoval 8x.

## Ligová bilance
| Ročník               | Zápasy | Góly | Klub            |
| -------------------- | ------ | ---- | --------------- |
| Státní liga 1935/36  | -      | -    | SK Slavia Praha |
| Státní liga 1936/37  | -      | -    | SK Slavia Praha |
| Státní liga 1937/38  | -      | -    | SK Slavia Praha |
| Státní liga 1938/39  | 16     | 4    | SK Slavia Praha |
| Národní liga 1939/40 | 21     | 11   | SK Slavia Praha |
| Národní liga 1942/43 | -      | -    | SK Nusle        |
| Národní liga 1943/44 | -      | -    | SK Nusle        |
| CELKEM               | 89     | 25   |                 |